# محاصره رودس (۱۵۲۲)

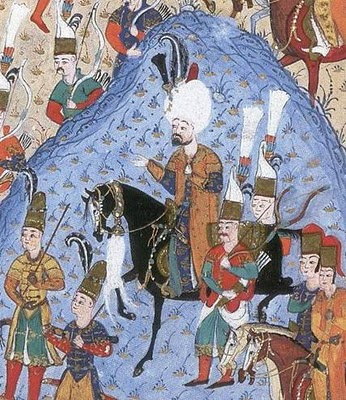
حضور سلطان سلیمان در نبرد

محاصره رودس در سال ۱۵۲۲ میلادی دومین اقدام امپراتوری عثمانی در تصرف جزیره رودس از اشغال شوالیه‌های هوسپیتالر بود که موجب بیرون راندن آن‌ها از این جزیره، سلطه عثمانی بر رودس و نزدیک تر شدن آن‌ها به کنترل مناطق شرقی دریای مدیترانه شد. اقدام نخست در سال ۱۴۸۰ صورت گرفت که بی‌نتیجه بود.

## پیش زمینه
سلطنت عثمانی که تحت حاکمیت سلیم اول به شکل گسترده‌ای در مناطق مسلمان نشین شرقی از جمله عراق، شامات و شمال آفریقا گسترش یافته بود، در دوران سلطان سلیمان قانونی رو به سلطه بر سرزمین‌های غیرمسلمان از جمله بالکان و مدیترانه آورد.
در همین حال شوالیه‌های سنت جان یا همان شوالیه‌های هوسپیتالر که با سقوط پادشاهی اورشلیم و از دست دادن شهر عکا، آخرین پایگاه صلیبیون در فلسطین در سال ۱۲۹۱، به جزیره قبرس نقل مکان کرده بودند، با پدیداری درگیری با پادشاه قبرس و تحت فشار قرار گرفتن از طرف او، تصمیم به یافتن پایگاه دائمی دیگری در منطقه برای خود گرفتند. آن‌ها با ارسال نمایندگانی به پاریس و آوینیون از فیلیپ چهارم، پادشاه فرانسه و کلمنت پنجم، پاپ کلیسای کاتولیک خواستار کمک آن‌ها برای تصرف جزیره رودس که در آن زمان تحت کنترل امپراتوری بیزانس بود، شدند. با وجود مخالفت بیزانسی‌ها که خود این جزیره را در جنگ اول صلیبی به اشغال درآورده بودند، شوالیه‌های هوسپیتالر به همراه صلیبیون دیگر که بدین منظور از نقاط دیگر اعزام شده بودند، از سال ۱۳۰۶ جزیره رودس را مورد تهاجم قرار دادند. با وجود مقاومت و پیروزی‌های اولیه مدافعان بیزانسی، نهایتاً شهر رودس پس از قریب به ۴ سال نبرد در سال ۱۳۱۰ به تصرف مهاجمان درآمد.
صلیبیون حاضر در رودس از این جزیره برای کسب درآمد از راه تجارت، محاطفت از زائران مسیحی در راه سرزمین مقدس و حمله به کاروان‌های دریایی مسلمانان به خصوص عثمانی در مسیر شامات برای ایجاد سلطه بر شرق مدیترانه استفاده می‌کردند. با این وجود شوالیه‌های هوسپیتالر خود را بدون فرمان پاپ مجاز به آغاز جنگ صلیبی دیگری نمی‌دانستند و به همین جهت در مدت حضور خود در رودس دست به چنین اقدامی نزدند. البته حضور تعداد کمی صلیبی در این جزیره نیز در این حالت انفعال نسبی مؤثر بود. از این حالت می‌توان با عنوان یک جنگ مقدس تدافعی در مقابل ترکان مسلمان عثمانی یاد کرد.
پس از سقوط قسطنطنیه و برانگیخته شدن نظر ترکان به اقدامات صلیبیون حاضر در رودس، نخستین اقدام نیروهای عثمانی به رهبری سلطان محمد فاتح برای بیرون راندن آن‌ها از جزیره که با حضور در جنوب سواحل آناتولی مانعی نسبتاً جدی برای توسعه ترکان شده بودند و جهت دور کردن شر شوالیه‌ها از منطقه، در سال ۱۴۸۰ انجام گرفت، با دفع حملات توسط مدافعان صلیبی بی‌نتیجه ماند. پیش از این چندین تلاش ممالیک مصر برای دستیابی به رودس نیز با مقابله شوالیه‌ها به شکست انجامیده بود.
ویژگی که شوالیه‌های هوسپیتالر را از سایر فرقه‌های شوالیه‌ها متمایز می‌کرد، پایبندی سفت و سخت آن‌ها به عقاید دینی و استفاده فوق‌العاده از نوین‌ترین علوم و فناوری‌های روز از جمله رسانه‌های چاپی، تسلیحات آتشین و تاکتیک‌های پیشرفته تدافعی بود. پس از پیروزی اولیه بر مهاجمان ترک با همین فناوری چاپ بود که شوالیه‌های هوسپیتالر با تولید مقدار زیادی رساله به زبان‌های مختلف و نشر آن در سرتاسر اروپا سعی در کسب آبرو و حمایت برای خود داشتند به شکلی که برخی این ابزار را سلاح واقعی در راه پایداری این شوالیه‌ها معرفی کرده‌اند. سایر فرقه‌ها در منجلاب درگیری‌های سیاسی داخلی رو به اضمحلال رفته بودند اما شوالیه‌های هوسپیتالر با چنان شاخصه‌هایی با وجود واقع داشتن در منطقه ای که آن‌ها را در حصار فوج عظیمی از دشمنان غیر هم کیش قرار داده بود، توانستند چندین سده دیگر نیز به بقای خود ادامه دهند. البته یکی دیگر از دلایل رهایی شوالیه‌های هوسپیتالر از نابودی که مدت‌ها بر سرنوشت آن‌ها تأثیر به سزایی گذاشت، قرار گرفتن بین دو همسایه رقیب یعنی امپراتوری عثمانی و ممالیک مصر بود. در درگیری بین این دو قدرت شوالیه‌ها در مواقع لازم به سمت یکی از طرفین تغییر جناح می‌دادند.
پس از رفع خطر اولیه و با از سر گذراندن یک زلزله مخرب و سونامی حاصل از آن در سال ۱۴۸۱، حاکمان جزیره با بهره‌گیری از فرصت جنگ داخلی پدید آمده درون امپراتوری عثمانی شروع به تقویت استحکامات دفاعی آن مخصوصاً در مقابل حملات توپخانه ای دشمن کردند. این اقدامات در جانب خشکی شامل ضخیم‌تر کردن دیوارهای اصلی، دو برابر کردن عرض خندق خشک، ساخت جان پناه دور اکثر برج‌ها و تعبیه کمین‌هایی درون خندق‌ها می‌شد. تعداد دروازه‌ها کاهش یافت و جان‌پناه باروهای قدیمی به شکلی مناسب کاربرد توپخانه تغییر یافت. در اعمال این طرح از بردگان زیادی از جمله برده‌های مسلمان استفاده شد که سخت‌ترین مسئولیت‌ها را بر عهده داشتند. آخر کار دو و در برخی نواحی سه لایه دیوار دور شهر کشیده شده بود و یک زنجیر آهنی سنگین نیز به عنوان مانع در مقابل دسترسی به بندر در دریا قرار گرفت. بدین شکل این دژ رودس را با داشتن مزیت‌های جانبی طبیعی از جمله قرار گرفتن داخل یک جزیره، می‌توان مستحکم‌ترین دژ تمامی سرزمین‌های جهان مسیحیت، در آن دوران تلقی کرد. شوالیه‌ها همچنین تمامی گندم موجود در جزیره را به داخل دژ برده و مابقی آن‌ها را همراه زمین‌های کشاورزی جهت نرساندن بهره به دشمنان، نابود کرده و چاه و رودخانه‌ها نیز با لاشه حیوانات مسموم نمودند.
با پیشبینی حمله دیگری از طرف عثمانی، شوالیه‌های هوسپیتالر از شوالیه‌های دیگر اروپایی خواستند جهت دفاع از جزیره به رودس بشتابند. این در خواست کمک مورد بی‌توجهی کامل واقع شد و جز افراد اندکی از جمله تعدادی ونیزی ساکن در قبرس، کس دیگری به آن پاسخ مثیت نداد. دلیل این امر را می‌توان در دوری مسافت، وجود جنگ بین خود اروپایی‌ها از جمله میان پادشاه فرانسه و امپراتور مقدس روم و خیال آن‌ها بر پیروزی مجدد شوالیه‌های هوسپیتالر بر مهاجمان یافت. به همین جهت آماده‌سازی‌ها دفاعی با همان شوالیه‌های حاضر و تعدادی از مردم محلی که شمار آنها مجموعاً کمتر ۷ هزار نفر بود، صورت گرفت که در آن هر بخش از دیوارها و برج‌ها به ملیت‌های خاصی سپرده شد. گفته می‌شود در این میان حتی تماس‌هایی نیز پادشاهان ایران نیز برقرار گردید.

## تهاجم
نهایتاً ترکان عثمانی پس از غلبه بر ممالیک مصر و از میان بردن آن‌ها و با درس گرفتن از تجربه پیشین در قالب ۴۰۰ فروند کشتی (دو برابر اقدام قبل) به فرماندهی چوبان (چوپان) مصطفی پاشا در ۲۶ ژوئن ۱۵۲۲ به جزیره رودس رسیدند. یک ماه بعد در ۲۸ ژوییه همان سال سلطان سلیمان قانونی که دومین سال سلطنتش را در ۳۶ سالگی می‌گذراند، شخصاً به همراه قریب به ۱۰۰ هزار سپاهی خود را با مراسم با شکوه ویژه ای وارد جزیره کرد تا مسئولیت محاصره را مستقیماً بر عهده بگیرد.

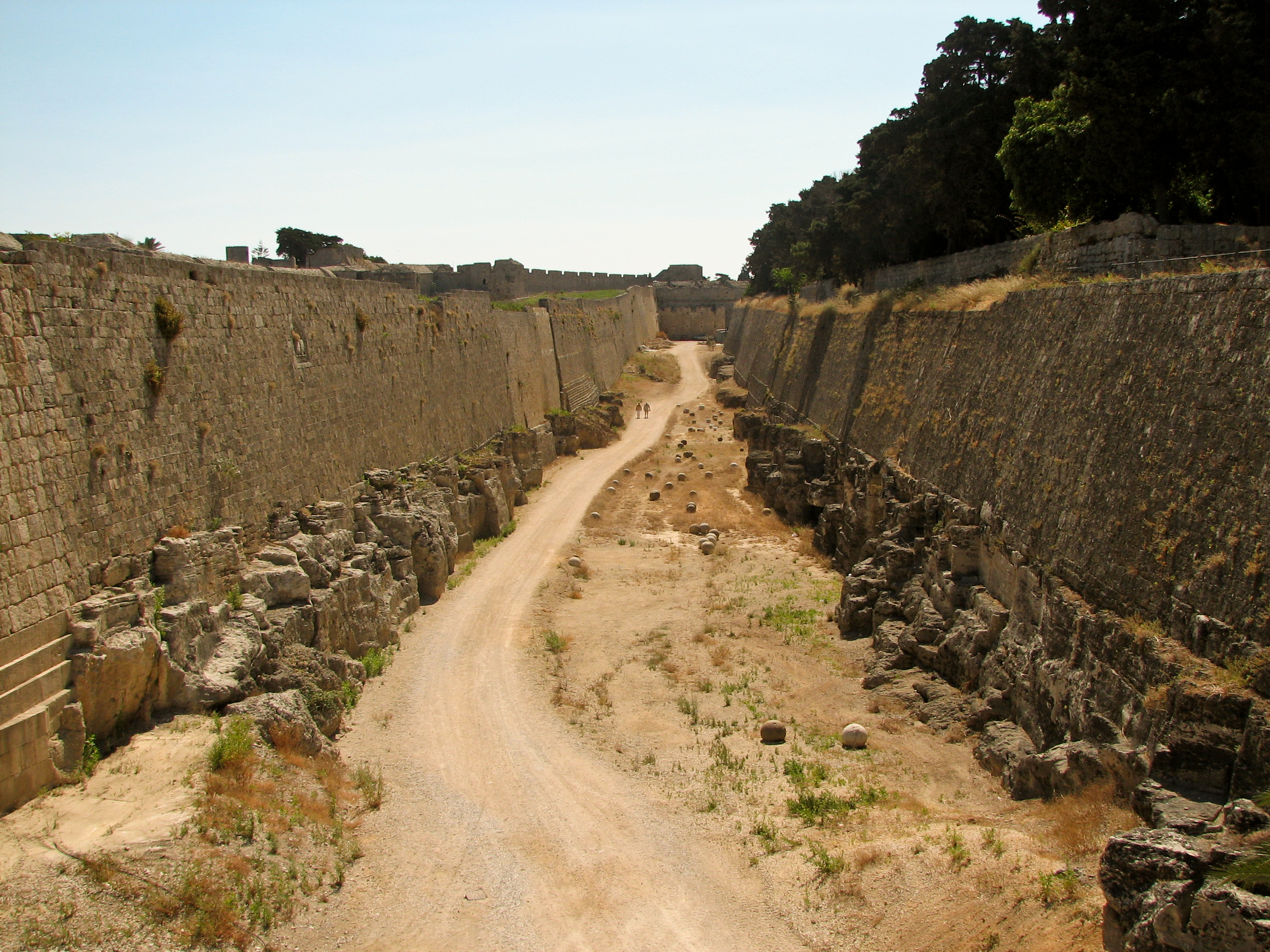
موضع شوالیه‌های انگلستانی که محل نبردهای سنگینی بود

محاصره کنندگان بندر را مسدود کردند و شروع به بمباران شهر با توپخانه از جانب خشکی نمودند. یکی از دلایل مسدود کردن بندر جلوگیری از رسیدن نیروی کمکی از سایر نقاط به مدافعان رودس بود. نیروهای پیاده نیز تقریباً هر روز دست به حمله می‌زدند. همزمان سربازان و مهندسان ترک با حفر نقب و کارگذاری مین به دنبال تخریب دیوارهای تدافعی بودند. گفته می‌شود مدافعان برای این موضوع نیز از پیش چاره اندیشی کرده و با طراحی مکانیسمی خاص برای تشخیص لرزش، بیش از ۵۰ تونل را پیش رسیدن به نتیجه منهدم نمودند. با وجود این که گلوله‌باران دیوارهای عظیم شهر به کندی بر آن آسیب وارد می‌کرد اما نهایتاً پنج هفته پس از آغاز محاصره در ۴ سپتامبر انفجار دو مین زیر مواضع شوالیه‌های انگلستانی یک حفره بزرگ ۱۱ متری در دیوار ایجاد نمود که آوار آن خندق مجاور را نیز پر کرد. مهاجمان بلافاصله به شکاف یورش برده کنترل آن را به دست گرفتند اما با ضد حمله مدافعان مجدداً عقب رانده شدند. دو بار دیگر این حمله در همان روز صورت گرفت که باز هم با مقاومت شوالیه‌های انگلستانی به کمک شوالیه‌های آلمانی کار به جایی نبرد.
در روزها و هفته‌های بعد نیز تلاش نیروهای عثمانی برای ورود به شهر ناموفق بود. گفته می‌شود سلطان با ناراحتی از این موضوع، مصطفی پاشا، برادر ناتنی خود را به دلیل ناتوانی در تصرف شهر به مرگ محکوم کرد که با پا در میانی مقامات ارشد از این مسئله گذشت نمود. نیروهای عثمانی این بار به فرماندهی احمد پاشا، جانشین مصطفی پاشا با تداوم گلوله‌باران، سعی در ایجاد شکاف دیگر در دیوار داشتند. تمرکز مهندسان عثمانی در کارگزاری مین‌ها در نقاطی خاص، این گمان را مطرح کرد که آن‌ها از وجود تونل‌های آب زیر زمینی (کالورت) که از دوران باستان زیر شهر کشیده شده بود، استفاده می‌کردند. قوای ترک با آگاهی بر ضعف نسبی مواضع شوالیه‌های اسپانیایی و ایتالیایی، این نقاط را مورد حمله قرار داده و در ابتدا به موفقیت‌هایی نیز دست یافتند اما دوباره با ضد حمله مسیحیان پس زده شدند.
تلاش مهاجمان برای سلطه بر شهر در ماه نوامبر نیز توسط شوالیه‌ها دفع شد. در این زمان هر دو طرف به شدت فرسوده شده بودند. شوالیه‌ها که بیشتر نفرات خود را از دست داده بودند، دیگر توان مقاومت نداشتند و امید چندانی نیز مبنی بر رسیدن کمک نبود. اردوی عثمانی نیز که به عنوان مهاجم متحمل تلفات چند برابری شده بود، شیوع بیماری‌ها و خستگی حاصل از ماه‌ها محاصره بی‌نتیجه، باعث تزلزل روحیه‌ها گشته بود. آخر کار با توجه به نزدیک شدن فصل زمستان، سلطان سلیمان برای پایان دادن به این شرایط از ساکنین رودس خواست در قبال تأمین امنیت جانی و دریافت غذا شهر را تسلیم کنند؛ در غیر این صورت شهر با توسل به زور گشوده و ساکنان آن کشتار و به بردگی گرفته خواهند شد. با فشار مردم شهر، سران شوالیه‌ها که دیگر مقاومت را بی‌نتیجه می‌دیدند، مجبور به آغاز مذاکره شدند. از ۱۱ تا ۱۳ دسامبر برای انجام این مذاکرات آتش‌بس برقرار گردید. با اصرار محاصره شدگان بر ارائه تضمین‌های بیشتر، سلطان برآشفته شده دستور به از سرگیری گلوله‌باران و حملات این بار با شدت بیشتر داد. برای تقویت توان تهاجمی، چندین اراده توپ دیگر نیز از آناتولی به رودس منتقل شد. درحالیکه بیشتر دیوارهای تدافعی فرو ریخته و شمارش معکوس برای پیروزی نهایی مهاجمان آغاز شده بود، مواضع شوالیه‌های اسپانیایی برایی بار دیگر در ۱۷ دسامبر سقوط کرد ولی این بار مسیحیان قادر به دفع آن نبودند. شوالیه‌ها که دخایر غذایی و تسلیحاتیشان رو به پایان بود، مجدداً در بیستم دسامبر با فشار مردم خواهان مذاکرات و آتش‌بس جدید شدند.
نهایتاً در بیست و دوم دسامبر مدافعان شرایط سلطان را پذیرفتند. به شوالیه‌ها بیست روز فرصت داده شد به همراه تسلیحات و هر وسیله با ارزش یا دینی که می‌خواهند، جزیره را ترک کنند. ساکنان جزیره نیز اجازه یافتند تا حداکثر سه سال دیگر در صورت تمایل اقدام مشابهی به انجام برسانند. سلطان وعده داد کلیساها مورد بی‌احترامی واقع نشوند و هیچ‌یک از آن‌ها به مسجد تبدیل نگردند. تمامی افرادی که در جزیزه باقی می‌ماندند نیز با تأمین آزادی مذهبی از پرداخت پتج سال مالیات معاف شدند.
اول ژانویه ۱۵۲۳ باقی مانده شوالیه‌ها که اکثر آن‌ها زخمی بر نقطه ای بدن خود داشتند، نیز با برجای گذاشتن ادوات سنگین خود، به همراه بیرق‌های افراشته، نواخت مارش و زره بر تن در کنار هزاران تن از اهالی جزیره از رودس خارج شده و با ۵۰ کشتی که توسط سلطان تأمین شده بود، به سمت جزیره کرت (در کنترل جمهوری ونیز) راهی گردیدند. این شرایط را که سلطان برای دشمنان خود فراهم نمود، بسیار سخاوتمندانه و از سر ستایش مقاومت جانانه آن‌ها دانسته‌اند.

## پیامد
محاصره رودس با وجود پرداخت هزینه ای سنگین، با پیروزی قوای عثمانی به پایان رسید. این حادثه نقطه عطفی در تاریخ اروپا، پایانی بر تجاوزات صلیبیون به سرزمین‌های اسلامی و شروعی بر شناخته شدن امپراتوری عثمانی به عنوان قدرتی جهانی و خطری جدی برای همسایگان آن به حساب می‌آمد. این فتح ترکان را قدمی بزرگ به سمت سلطه کامل بر شرق مدیترانه نزدیک تر کرد (چرا که قبرس و کرت همچنان در کنترل آن‌ها نبود) و ارتباط دریایی بین استامبول (قسطنطنیه) و بنادر مصر و شامات را تسهیل نمود. سلاطین عثمانی بعدها در سال ۱۶۶۹ میلادی از رودس به عنوان سکویی برای تصرف جزیره کرت از اشغال ونیزی‌ها استفاده کردند.
شوالیه‌های هوسپیتالر نیز که این شکست حیثت آن‌ها را خدشه دار کرده بود، پس از مدتی به جزیره مالت در جنوب جزیره سیسیل منتقل شدند.

## تلفات
منابع مختلف شمار تلفات را به اشکال متفاوت نقل کرده‌اند. در مجموع میزان این تلفات را برای عثمانی بین ۲۰ تا ۶۰ هزار نفر (شامل درگذشتان در اثر بیماری) و برای شوالیه‌ها ۳ تا ۵ هزار نفر می‌توان برآورد کرد.